# Jul i Hasses lada
Jul i Hasses Lada är ett julalbum från 1996 av Hasse Andersson, med Monica Forsberg & Kvinnaböske Band .

## Låtlista
1. I julens tid - 4.12
2. Varje människa har ett ljus (Mary's Boy Child) - 2.56
3. Rudolf med röda mulen (Rudolph the Red-Nosed Reindeer) - 2.18
4. När julkvällen tänder sin stjärna - 3.45
5. Är det tomtebo tro? - 2.22
6. Nu tror du på tomten igen - 2.53
7. Min barndoms aftonbön - 4.30
8. Knalle Juls vals - 2.20
9. En vinter länge se'n - 3.37
10. Det brinner ett ljus - 3.48
11. Bjällerklang (Jingle Bells) - 2.20
12. Runda tomtar - 2.55
13. Jul i Gamla stan (Christmas in New York) - 3.21
14. Decembernatt - 3.38
15. Bella Notte - 2.41
16. Jul i Hasses lada - 2.23
17. Det är jul - 2.49
18. Tomtarnas julnatt - 2.45

## Övriga medverkande
- Peter Berglund - keyboards
- Nisse Persson - bas
- Mathias Frisk - trummor
- Johan Pihleke - gitarr, mandolin, slagverk
- Benny Lawin, altsaxofon
- Tommy Nilsson - dragspel